# Мартинес, Рони
Ро́ни Дари́о Марти́нес Альме́ндарес (16 октября 1987, Оланчито) — гондурасский футболист, нападающий клуба «Реал Сосьедад Токоа». Выступал в сборной Гондураса.

## Клубная карьера
В профессиональном футболе дебютировал, выступая за команду «Унион Саба». В состав гондурасского «Реал Сосьедад Токоа» присоединился в 2012 году по инициативе президента «Униона» Арнульфо Варгаса, который хотел дать возможность развиться молодому таланту. 27 января 2013 года он дебютировал в матче с «Видой», его команда победила со счётом 3:0. А 9 февраля он забил свой первый гол за новый клуб, однако «Реал Сосьедад» проиграл «Депортес Савио» со счётом 1:3. Он быстро завоевал место в стартовом составе. Мартинес стал лучшим бомбардиром Клаусуры 2012/13, забив 12 голов. В сентябре 2013 года он был близок к переходу в иракский «Заху», но в конечном счёте решил остаться на родине. В июле 2014 года в прессе снова появилась информация о возможном уходе Мартинеса из «Олимпии», на этот раз в итальянский «Кальяри».
23 июня 2017 года он перешёл на правах аренды в китайский «Баодин Иньли Итун», стоимость сделки составила 560000 долларов США.

## Национальная сборная
2 июня 2013 года Мартинес дебютировал в составе национальной сборной Гондураса в товарищеском матче против Израиля, который был проигран со счётом 0:2. Свой единственный гол за сборную он забил 9 июля 2013 года в ворота Гаити, открыв счёт матча Золотого кубка КОНКАКАФ, Гондурас выиграл со счётом 2:0.
Мартинес включён в состав сборной для участия в финальной части чемпионата мира 2014 года в Бразилии.